# Ryder Matos
Ryder Matos Santos, ou simplesmente Ryder (Seabra, 27 de fevereiro de 1993). é um futebolista brasileiro que atua como meia e atacante. Atualmente, joga pelo Perugia. 

## Carreira

### Início
Nascido em Seabra, interior da Bahia, Ryder foi trazido para atuar nas categorias de base do Vitória em 2005. No clube, foi observado pelo diretor esportivo da Fiorentina, Pantaleo Corvino, aos 15 anos. Transferiu-se então para o clube italiano no início de 2008 e defendeu as equipes juvenil e júnior, sendo promovido ao elenco profissional com 16 anos.

### Bahia
Em 29 de junho de 2012, sem ter espaço no elenco da Fiorentina, Ryder retornou ao Brasil, chegando ao Bahia por empréstimo. Apesar de sua transferência inicial para o time junior, estreou no time profissional no dia 8 de agosto, entrando no segundo tempo em uma partida contra a Portuguesa, válida pelo Campeonato Brasileiro.
Ryder foi definitivamente promovido à equipe principal do Bahia em 2013, aparecendo algumas vezes durante o Campeonato Baiano, conquistando o vice-campeonato. 
Marcou seu primeiro gol profissional em 2 de junho, abrindo o placar da partida em que o Bahia venceu o Internacional por 2-1.

### Retorno à Fiorentina
Ryder retornou à Fiorentina em junho de 2013, e fez sua estréia no clube em 19 de setembro, na primeira partida da fase de grupos da Liga Europa de 13–14 contra o Paços de Ferreira, substituíndo Joaquín aos 66 minutos e marcando o segundo gol da equipe no minuto seguinte, em uma partida que terminou 3 a 0. Ele marcou mais dois gols na competição, ambos contra o Pandurii Târgu Jiu, da Roménia.

### Córdoba
Em 24 de julho de 2014, Ryder trocou transferiu-se para o  Córdoba, da Espanha, por empréstimo de uma temporada. Fez sua estréia na La Liga em 25 de agosto de 2014, numa derrota por 2 a 0 para Real Madrid.

### Palmeiras
No dia 19 de janeiro de 2015, após ficar fora dos planos do novo técnico do Córdoba, Miroslav Đukić, foi contratado pelo Palmeiras por empréstimo de um ano.

### Novo Retorno à Fiorentina
Com poucas oportunidades no Palmeiras, foram apenas três jogos em 6 meses, que para enxugar o elenco e diminuir a folha salarial resolveu abrir mão e liberá-lo e assim o jogador retorna à Fiorentina.

## Títulos
Fiorentina
- Coppa Italia: 2010–11

Bahia
- Campeonato Baiano: 2012[11]